# 斯科特·哈斯金
斯科特·拉塞尔·哈斯金（英語：Scott Russell Haskin，1970年9月19日—），美国NBA联盟前职业篮球运动员。他在1993年的NBA选秀中第1轮第14顺位被印第安纳步行者选中。